# Scherya
Scherya, monotipski rod glavočika, dio tribusa Eupatorieae. Jedina vrsta je S. bahiensis brazilski endemi iz Bahie

## Opis
Scherya uključuje 1 zeljastu vrstu poznatu iz jedne zbirke iz Bahije u Brazilu. Karakteriziraju ga gusto umetnuti, linearni listovi. Cjevasti cvijet, kruničasti papus, nepravilno nazubljen i nerazvijen karpopodij. Prašnik s duguljastim vezivnim dodattkom,

## Sinonimi
Nema.